# Luglio, agosto, settembre (nero)
Luglio, agosto, settembre (nero) è la prima traccia del primo album degli Area, Arbeit macht frei, del 1973.

## Descrizione
La musica, spesso associata a melodie tradizionali dell'Est (e in particolare alla canzone popolare greca Gerakina o Jerakina), è in realtà ispirata a "Bulgarian Bulge" di Don Ellis.
Il testo è dedicato alla questione palestinese: il titolo, in particolare, fa riferimento al settembre nero in Giordania.
Il brano si apre con la registrazione di un accorato appello in lingua araba rivolto da una ragazza egiziana al proprio amato: «Lascia la rabbia / Lascia il dolore / ... / Lascia le armi e vieni a vivere con la pace». Il tono pacifista del parlato contrasta con l carattere "militante" della parte cantata (Settembre Nero è anche il nome di un'unità della guerriglia armata palestinese) in linea con le posizioni della sinistra di quegli anni.
(Demetrio Stratos, 1974)
Nel 1988 la cantante Jo Squillo ha inciso una cover del brano all'interno del suo terzo album Terra magica.